# Thrinchostoma kandti
Thrinchostoma kandti är en biart som beskrevs av Blüthgen 1930. Thrinchostoma kandti ingår i släktet Thrinchostoma och familjen vägbin. Inga underarter finns listade i Catalogue of Life.